# غارشته غربی (روستا)
 غارشه غربی به عربی ( غارشة الَغربی )، روستایی است در دهستان مُسْتبا از توابع استان حَجّه در کشور یمن در شبه جزیره عربستان.

## جمعیت
جمعیت آن ( ۵۵) نفر (۵ خانوار) می‌باشد.